# Tadeusz Michał Lachowicz
Tadeusz Michał Lachowicz (ur. 28 września 1930 w Drohobyczu, zm. 11 grudnia 2015 we Wrocławiu) – polski mikrobiolog, profesor Uniwersytetu Wrocławskiego i Uniwersytetu Zielonogórskiego.

## Życiorys
Urodzony 28 września 1930 r. w Drohobyczu, tam też ukończył szkołę podstawową w 1944 r. Rok później został przesiedlony do Legnicy, w której ukończył w 1951 r. I Liceum Ogólnokształcące. Studiował biologię na Uniwersytecie Wrocławskim, po czym zrobił specjalizację z mikrobiologii na Uniwersytecie Marii Curie-Skłodowskiej w Lublinie (1956 r.) i pracował na tej uczelni w Katedrze Mikrobiologii. W 1955 roku przeniósł się na Uniwersytet Wrocławski i pracował tam do 1968 roku. W 1960 roku doktoryzował się na Uniwersytecie Wrocławskim pracą dot. mechanizmu oporności na penicylinę, po czym w 1965 roku habilitował się w Instytucie Immunologii i Terapii Doświadczalnej PAN we Wrocławiu pracą nt. antagonizmu między szczepami pałeczki czerwonkowej podgrupy Shigella flexneri. W PAN pracował w latach 1958–1973, po czym powrócił na Uniwersytet Wrocławski. W 1972 r. uzyskał tytuł profesora nadzwyczajnego, a profesurę otrzymał w 1978 roku.
Założyciel Instytutu Mikrobiologii Uniwersytetu Wrocławskiego (1974 r.) i jego dyrektor do 1991 r. Od 1996 r. pracownik Wyższej Szkoły Pedagogicznej w Zielonej Górze, twórca Instytutu Biotechnologii i Ochrony Środowiska tejże uczelni i jego pierwszy dyrektor (1997–2000), a także twórca i pierwszy dyrektor (1999–2000) Zakładu Mikrobiologii i  Genetyki. Na emeryturze od 2000 roku, do 2002 r. pracował jeszcze na Uniwersytecie Zielonogórskim (do 2000 roku WSzP w Zielonej Górze).
Współorganizator Polskiego Towarzystwa Genetycznego i przez dwie kadencje jego przewodniczący. Autor lub współautor ponad 130 prac z zakresu mikrobiologii i genetyki drobnoustrojów, promotor 25 prac doktorskich.
Zmarł 11 grudnia 2015 roku we Wrocławiu i został pochowany na tamtejszym cmentarzu św. Wawrzyńca.

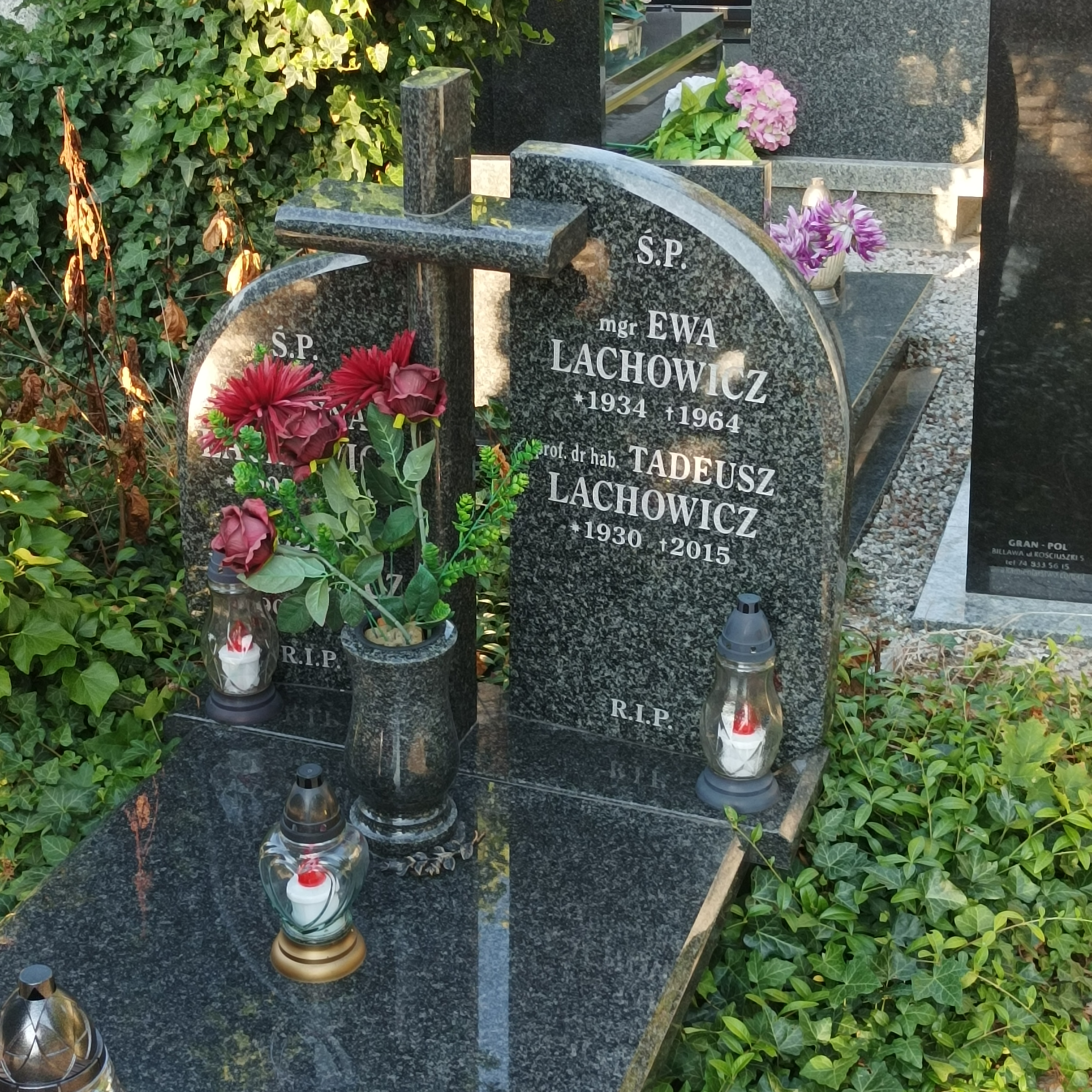
Grób prof. Tadeusza Lachowicza na cmentarzu św. Wawrzyńca we Wrocławiu